# 永暉控股
永暉實業控股股份有限公司（港交所：01733），前身為「永暉焦煤股份有限公司」。是一家從事焦煤採購、運輸、倉儲、加工及銷售的中國公司，產品主要銷往中國。永暉焦煤於2007年9月17日在英屬處女群島註冊成立。
2010年9月，永暉焦煤於香港進行公開招股，招股價介乎3.25至4.5港元，集資約31.2億至46.8億港元。永暉焦煤獲厚樸基金、五礦集團、銀建國際及伊藤忠入股。永暉焦煤於2010年10月11日於香港交易所上市，成為首家在香港上市的英屬處女群島註冊公司。
2012年4月23日，中國鋁業以23.92億港元的價格向永暉焦煤大股東兼主席王興春收購永暉焦煤29.9%的權益，每股作價2.12元。中國鋁業成為永暉焦煤最大的單一股東，王興春持股量則由48.64%降至18.74%。
2012年9月28日，中國鋁業由於收購永暉焦煤29.9%權益的交易，未能在限期前完成收購所需中國境內及境外相關政府部門的審批程序，因此已作廢。
永暉控股於2014年12月31日止年度股東應佔虧損為36.9億港元。

## 外部連結
- 永暉實業控股股份有限公司網站 （页面存档备份，存于）
- 永暉實業控股股份有限公司招股文件 （页面存档备份，存于）